# Ачутан Рамачандран
Ачутан Рамачандран Наїр (*എ. രാമചന്ദ്രൻ, 1937 — 10 лютого 2024) — індійський художник, скульптор та письменник.

## Життєпис
Народився у 1937 році у м. Аттінгал (штат Керала). Після отримання середньої освіти поступив до університету Керали у м. Тируванантапурам, який закінчив у 1957 році, здобувши ступінь бакалавра з малаяламської літератури. Після цього поступає до університету Вішва Бхараті, в інститут мистецтва Кала Бхавана. Тут навчається у визнаних майстрів малювання Бінода Біхарі Мукерджі та Рам Кінкара Байджи. У 1961–1964 роках захопився вивчення старовинних фресок храмів Керали.
У 1965 році стає викладачем з художньої освіти університету Джамія-Міллія-Ісламія в Нью-Делі. В цьому навчальному закладі Рамачандран працював до 1992 році, здобувши звання професора та очоливши художній відділ. В цей період починає організовувати свої персональні виставка. Перша відбулася у 1966 році в Галереї Кумар в Нью-Делі.
Відтоді він провів більше 15 великих персональних виставок картин, скульптур, акварелей, графіки. Найзначущими стали виставки у Нью-делі у 1978 та 2003 роках та Мумбаї у 1983 та 2007 роках. Представляв індійське сучасне мистецтво в багатьох значимих групових виставках в Індії та інших країнах, зокрема Японії (1970 рік), Бразилії, Венесуелі (1971 рік), США (1973 рік), Югославії, Польщі, Болгарії, Бельгії, Франції (1974 рік), Великій Британії (1982 рік), Швейцарії (1987 рік), Південна Корея (2005 рік), США (2008 рік).
У 1991 році він був призначений почесним головою Академії Керала Лалітакала, а у 2005 році почесним професором Джамія-Міллія-Ісламія.
А. Рамачандран 6 разів відвідував Україну — тричі Київ, а також Донецьк та Миколаїв.
Помер 10 лютого 2024 року у 89-річному віці.

## Нагороди
- Парішад Санман, 1991 рік
- Гаган-Абані Пурашкар, 2000 рік (від університету Вішва Бхараті)
- Манавіям, 2001 рік (від штату Керала)
- Раджа Раві Варма Пурашкар, 2003 рік (від штату Керала)
- Падма Бхушан, 2005 рік (від уряду Індії)

## Творчість
У 1960-1970-х роках малював в експресіоністському стилі, відображав міське життя. Його твори зображували насильство і політичних репресії часів колоніалізму. Роботи в акварелі і масла відображували природу, її представників. Водночас захопився ілюстрацією книжок для дітей, що було відзначено численними нагородами.
З 1980-х років його роботи більше наблизилися до індійського класичного мистецтва, став використовувати складні мотиви та образи, а також декоративні елементи. Художник часто використовує у своїх картинах мотиви фресок Керали, Натхадвари й і Аджанти.
З 1990-х років захопився також скульптурою та мініатюрою. Усі вони виконані у традиційній індійській манері. Він проектував величезну гранітну скульптуру Меморіалу Раджива Ганді Шріперумбудурі, біля м. Ченнаї, Тамілнад, завершеного в 2003 році.
Також Рамачандран є автором 14 книг, присвячених історії індійського малюнку та мистецтва, а також методикам та засобам створення картин.